# M/T Komiža
M/T Komiža je bio trajekt za lokalne linije, u sastavu flote hrvatskog brodara Jadrolinije. Brod je izgrađen 1963. godine u Kalmaru za Angbats Ab Kalmarsund pod imenom Kalmarsund VIII. Plovio je na pruzi Kalmar - Farjestaden. Jadrolinija ga kupuje 1972. godine i daje mu ime Vis te održava prugu Split-Hvar-Vis. Od 1975. plovi pod imenom Komiža, a plovi uglavnom na prugama riječkog okružja. Komiža je prodana 1997. Jadranmetalu iz Pule za rezanje, ali od rezanja je spašava švedski zaljubljenik u brodove koji je 1999. kupio brod i vratio mu originalno ime Kalmarsund VIII. Nakon dugog remonta brod je isplovio za Švedsku gdje se nalazi i danas kao muzejski brod.
Brod pokreće jedan stroj Nohab - Polar, snage 897 kW i može ploviti brzinom od 12 čvorova.
Imao je kapacitet prijevoza 640 osoba i 30 automobila.